# Vlaštovčí jeskyně
Vlaštovčí jeskyně (španělsky Sótano de las Golondrinas) je otevřená jeskynní propast u městečka Aquismón v mexickém státě San Luis Potosí. Je oblíbenou turistickou destinací, která láká především možnostmi pozorování ptáků a adrenalinovými sporty.